# Castillo de San Marcos National Monument
Das Castillo de San Marcos ist ein von den Spaniern erbautes Fort in St. Augustine in Florida. Unter britischer Besetzung von 1763 bis 1784 trug es den Namen Fort St. Mark, von 1821 bis 1842 unter US-amerikanischer Führung Fort Marion.

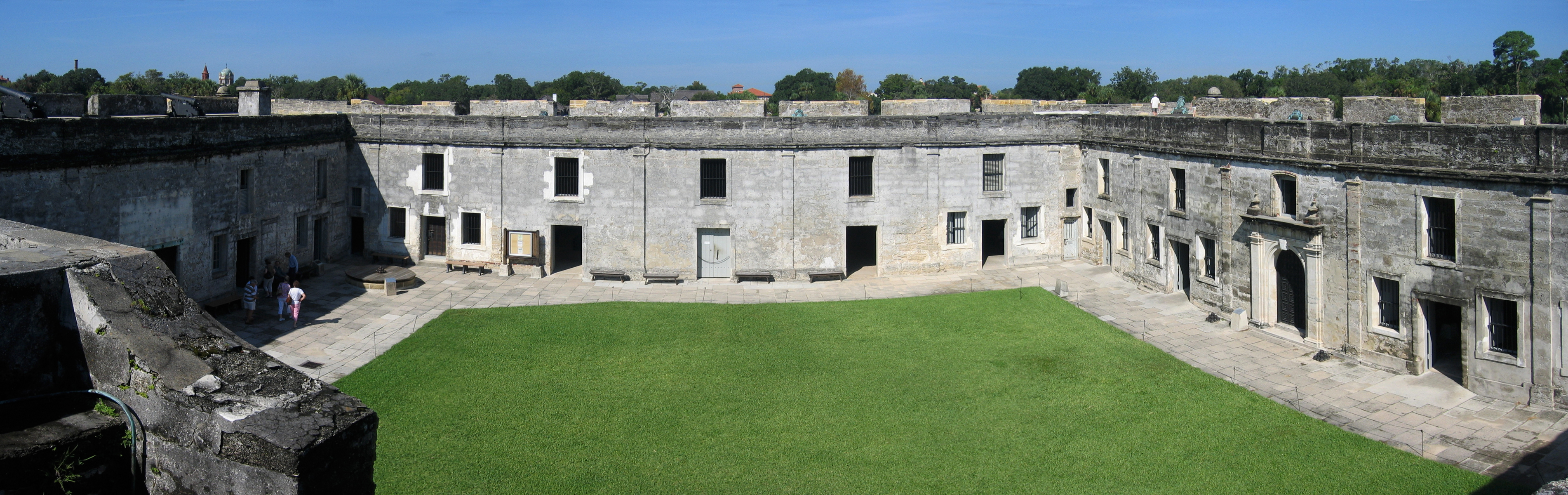
Fort Marion (Castillo de San Marcos)

## Geschichte
Die Stadt St. Augustine wurde 1565 gegründet. In den ersten 100 Jahren ihres Bestehens wurde die Stadt von neun aus Holz gebauten Forts verteidigt. Frachtschiffe und selbst Häfen wurden oft Opfer der Piraterie in der Karibik. Nach einem Angriff im Jahr 1668 entschied das spanische Königshaus, eine stärkere Befestigungsanlage zum Schutz der Stadt zu errichten. Im Oktober 1672 begannen die Bauarbeiten des heutigen Castillos.
Arbeiter aus Havanna errichteten das Fort in einem Zeitraum von 23 Jahren. Bereits 1702 belagerten die Briten unter dem Kommando des Gouverneurs James Moore das Fort, ausgehend von der 1670 gegründeten Stadt Charleston in South Carolina, welches nur zwei Seetage entfernt lag. Während der zweimonatigen Belagerung lebten 1200 Einwohner der Stadt zusammen mit 300 dort stationierten Soldaten in dem Fort. Ausgehend von Havanna war eine spanische Flotte in der Lage, die Belagerung zu brechen. Die Briten mussten ihre Schiffe versenken, damit sie nicht in die spanischen Hände fielen. Sie setzten bei ihrem Abzug die Stadt St. Augustine in Brand, welche bis auf die Grundmauern abbrannte und flüchteten auf dem Landweg in die damalige britische Kolonie Carolina.
1738 wurde das Fort unter der Leitung des baskischen Ingenieurs Pedro Ruiz de Olano umgebaut, die Wände verstärkt und die Holzdecken durch steinerne Gewölbedecken ersetzt, um die Tragfähigkeit für schwerere Kanonen zu erhöhen.
1739 führten Spannungen zwischen Großbritannien und Spanien zum War of Jenkins’ Ear. Infolge dieses Krieges belagerten die Briten unter der Führung des Generals James Oglethorpe das Fort und die Stadt abermals. Der spanische Gouverneur Manuel de Montiano leitete die Verteidigung der Stadt. Oglethorpe kam von der neuen britischen Kolonie Georgia und eroberte Fort San Diego, Fort Picolotta und Fort Mose, bis er schließlich St. Augustine belagerte. Er feuerte unentwegt auf die Stadt und das Fort und blockierte wichtige Versorgungswege auf See in der Hoffnung, der Gouverneur würde schnell aufgeben. Den Spaniern gelang es jedoch vereinzelt, die Blockaden zu durchbrechen und letztlich widerstand das Fort dem starken Bombardement. Nach 38 Tagen zogen die Briten unverrichteter Dinge wieder ab.
1763 ging das Fort in britischen Besitz über, als Spanien durch den Pariser Frieden Florida an die Briten abtrat und im Gegenzug dazu Havanna und Manila zurückbekam. Der Name des Forts wurde in Fort St. Mark geändert. 
Zu Beginn der Amerikanischen Unabhängigkeitsbewegung deklarierten die Briten St. Augustine zur Hauptstadt von Ostflorida und setzten das bis dahin vernachlässigte Fort wieder instand. Das Fort wurde zu einer wichtigen Basis aller militärischen Operationen im Süden von Nordamerika, spielte im Unabhängigkeitskrieg selbst aber nur eine untergeordnete Rolle. 1779 erklärte Spanien Großbritannien den Krieg, an dessen Ende durch den Pariser Frieden von 1783 Florida wieder an Spanien überging. 1784 kehrten wieder spanische Soldaten in das Castillo zurück.
Vieles hatte sich geändert, als die Spanier das Fort wieder in Besitz nahmen. Viele Spanier hatten das Land verlassen, als Florida in britischen Besitz überging, die jetzt ansässigen Einwohner blieben. Grenzprobleme mit den sich im Aufbau befindlichen Vereinigten Staaten waren an der Tagesordnung. Das Fort bekam seinen ursprünglichen Namen wieder und wurde noch weiter verstärkt, um Spaniens Präsenz in dieser Region zu festigen. Letztendlich jedoch übereignete Spanien Florida 1821 den Vereinigten Staaten.
1861 trennte sich Florida von den Vereinigten Staaten, die Unionstruppen zogen sich bis auf einen Mann Besatzung zurück. Kurze Zeit später übernahmen die Konföderierten das Fort. Sämtliche Waffen wurden zu anderen Anlagen gebracht und das Fort selbst war verteidigungslos.
1862 wurde das Fort von der Union zurückerobert, als diese mit der USS Wabash in die Bucht segelten und das Fort und die Stadt verteidigungslos vorfanden. Das Fort wurde daraufhin zu einem Gefängnis umgebaut. Inhaftiert wurden viele Indianer, aber auch Deserteure. 
Von 1875 wurden 72 Indianerführer in Ketten ins Fort gebracht. Unter der Leitung von Major Richard Pratt sollten sie zu zivilisierten Bürgern umerzogen werden; getreu seinem Kampfruf: „Töte den Indianer und rette den Menschen“. Die Behandlung war martialisch, aber man ermunterte die uniformierten Gefangenen auch zu freiem Zeichnen und förderte so die Entstehung der ersten indianischen Kunstschule. Wichtige Vertreter dieser neueren indianischen Grafik (Ledger Art) wurden: Paul Caryl Zotom (Kiowa), David Pendleton Oakerhater (Okuhhatuh oder Making Medicine, Cheyenne), Tichtematse oder Squint Eyes (Cheyenne), Wohaw (Kiowa), Howling Wolf (Cheyenne), Etahdleuh Doanmoe (Kiowa), White Bear (Arapaho), Koba (Kiowa) und Bear’s Heart (Cheyenne). 
Ab 1900 hat das Fort keinerlei Funktion mehr und wurde 1924 in ein National Monument umgewandelt. 1933 wurde das Fort unter den National Park Service gestellt, der 1942 abermals den Namen auf den ursprünglichen änderte. 
1966 erfolgte der Eintrag in das National Register of Historic Places. Das Fort wird zusammen mit dem Fort Matanzas National Monument als eine Einheit verwaltet.